# Saralba ocypteroides
Saralba ocypteroides là một loài ruồi trong họ Tachinidae.